# Ogólnokształcąca szkoła baletowa
Ogólnokształcąca szkoła baletowa – typ szkoły artystycznej w Polsce o dziewięcioletnim cyklu kształcenia, dającej wykształcenie w zawodzie tancerz oraz wykształcenie ogólne w zakresie klas IV-VIII szkoły podstawowej i liceum ogólnokształcącego. Umożliwia uzyskanie świadectwa dojrzałości po zdaniu egzaminu maturalnego. Może być szkołą publiczną lub niepubliczną.

## Ogólnokształcące szkoły baletowe w Polsce
W Polsce istnieją następujące publiczne ogólnokształcące szkoły baletowe:
- Ogólnokształcąca Szkoła Baletowa im. Ludomira Różyckiego w Bytomiu
- Ogólnokształcąca Szkoła Baletowa im. Janiny Jarzynówny-Sobczak w Gdańsku[2]
- Ogólnokształcąca Szkoła Baletowa im. Feliksa Parnella w Łodzi[3]
- Ogólnokształcąca Szkoła Baletowa im. Olgi Sławskiej-Lipczyńskiej w Poznaniu
- Ogólnokształcąca Szkoła Baletowa im. Romana Turczynowicza w Warszawie[4]